# لی یونگ یی
لی یونگ یی (کره‌ای: 이용이؛ زادهٔ ۳۰ ژوئیه ۱۹۵۸) بازیگر اهل کره جنوبی است. او در فیلم‌های ئی.تی. مدرسه ما و شهر ساختگی و مجموعه تلویزیونی دهکده ساحلی چاچاچا (۲۰۲۱) ایفای نقش کرده است.

## فیلم‌شناسی
گزیده فیلم‌شناسی
- بخش قلب
- همگی محاصره شده‌اید
- گرم و دنج
- آدامس بادکنکی
- تنها عشق من
- کارآگاه روح
- شکلات
- وقتی عشق من شکوفا می‌شود
- دهکده ساحلی چاچاچا
- بگذار شوالیه تو باشم
- نقاب